# محمد بوسماحة
محمد بوسماحة (توفي 27 نوفمبر 2023)، هو مُغني جزائري، فائز بلقب أحسن صوت في الطبعة الثالثة من مسابقة "ألحان وشباب".

## وفاته
لقي الفنان محمد بوسماحة، مصرعه صباح يوم الإثنين 27 نوفمبر 2023، رفقة العازف والموسيقي أمين لاكولومب في حادث مرور خطير ببلجيكا. بالقرب من زافينتيم، في بروكسل.